# De puntitas
De puntitas fue un programa radiofónico infantil transmitido por Radio Educación a partir de 1983 en México. Tuvo 245 emisiones.

## Características
El programa estuvo orientado a una audiencia de niños y niñas, por lo que se componía de contenidos como cuentos, historias —algunas de ellas provenientes de narraciones indígenas wirarrika, rarámuris y lacandonas— canciones, chistes, refranes, rimas adivinanzas y recomendaciones para la infancia. Se alternaba con canciones de una gran diversidad de rúbricas musicales de distintos géneros y canciones infantiles de autores como Francisco Gabilondo Soler "Cri-Cri" y los Hermanos Rincón, entre otros. El programa se llamó De puntitas por transmitirse a las 6:00 de la mañana, animando a las niñas y niños que lo escuchaban a no hacer demasiado ruido al encender la radio. La rúbrica del programa era la de un ratón, personaje que decía la frase "No me despierten a gritos, de puntitas es mejor". El programa tuvo dos temporadas de grabación, una de 1983 a 1986 y otra de 1986 a 1988.
Fue grabado en la voz del locutor Emilio Ebergenyi quien con su talento y diversidad de posibilidades daba vida al guion. El guion fue de Nuria Gómez, la musicalización de Elia Fuente, la operación de Alejandro Ramírez, Roberto Martínez y Leonor Sánchez bajo la producción de Marta Romo. Sus creadores tuvieron la idea de hacer el programa para, además de entretener y divertir a su público mediante contenidos educativos y culturales, motivar a los niños a despertar para ir a la escuela y estimular su autoestima.
El programa se retransmitió después de su emisión original en distintas ocasiones. Entre ellas, en la estación infantil Radio RIN, sitio donde sería gerente la productora del programa, Marta Romo. También se transmitió en frecuencias de onda corta de Radio Educación. De puntitas influiría la realización de programas como Gurrominas, transmitida en Radio Colorín de Costa Rica.
En 2012 la serie, con sus más de 250 programas, transmitidos entre 1983 y 1986—, fue inscrita en el Registro Memoria del Mundo de México de la UNESCO, por su valor como patrimonio documental de la humanidad.
En 2016 fue creada una aplicación del programa para iPad.

## Premios y reconocimientos
- 2012 - El programa fue incluido para su preservación en el Programa Memoria del Mundo de la Organización de las Naciones Unidas para la Educación, la Ciencia y la Cultura.[8]